# Bitwa pod Flarchheim
Bitwa pod Flarchheim – starcie zbrojne, które miało miejsce dnia 27 stycznia 1080 r. w trakcie walk niemieckiego króla Henryka IV z antykrólem Rudolfem von Rheinfelden. 
W lutym 1076 r. papież Grzegorz VII wszedł w otwarty spór z królem Henrykiem IV, któremu zagroził ekskomuniką. Dzięki wyprawie do Canossy w styczniu 1077 r. król odkupił swoje winy, co nie zapobiegło jednak poparciu przez papieża antykróla Rudolfa von Rheinfelden. Spowodowało to wybuch konfliktu pomiędzy zwaśnionymi władcami. Po stoczonej dnia 7 sierpnia 1078 r. bitwie pod Mellrichstadt, obie strony spotkały się na placu boju ponownie, tym razem pod Flarchheim. 
Król Henryk IV na czele swojej armii pomaszerował z południowych Niemiec w kierunku Saksonii. Rudolf wyruszył mu naprzeciw i dnia 27 stycznia 1080 r. stanął w Turyngii gotowy do walki. Armie obu stron składały się tylko z rycerstwa. Po stronie królewskiej według relacji mnicha Bertholda von Reichenau stanęły oddziały czeskie księcia Wratysława II w sile 3255 ludzi. Rudolf ustawił swoje wojska na wzgórzu położonym tuż za niewielkim strumieniem. Jego celem było zaatakowanie sił Henryka w momencie przekraczania strumienia. Henryk IV zorientował się jednak w sytuacji, obchodząc pozycje przeciwnika. Bitwa rozpoczęła się po godzinie 15. Gwałtowna śnieżyca i zimno sprawiły, że walka zamieniła się w szereg licznych pojedynków rycerstwa, które przerwało dopiero nastanie nocy. Walka nie przyniosła taktycznego zwycięstwa żadnej ze stron, jednak Rudolf przypisał sobie zwycięstwo, gdyż to jego rycerze utrzymali się na placu boju aż do północy, a rankiem dnia następnego przetrzebione siły Henryka wycofały się. Znaczne straty ponieśli zwłaszcza Czesi, po stronie Rudolfa zginęło 38 rycerzy, Rudolf stracił też złotą kopię królewską. W październiku 1080 r. obie strony stoczyły trzecią, kolejną nierozstrzygnięta bitwę, tym razem pod Hohenmölsen nad Białą Elsterą.